# Санта-Мария (остров, Галапагос)
Санта-Мария (Чарльз) (исп. Santa Maria, Floreana, Charles) — вулканический остров в составе островов Галапагос, название которого происходит от корабля «Санта-Мария», одной из каравелл в экспедиции Колумба.
Второе испанское название острова — Флореана — дано в честь Хуана Хосе Флореса, первого президента Эквадора, в эпоху правления которого Эквадор получил контроль над островами.

## География

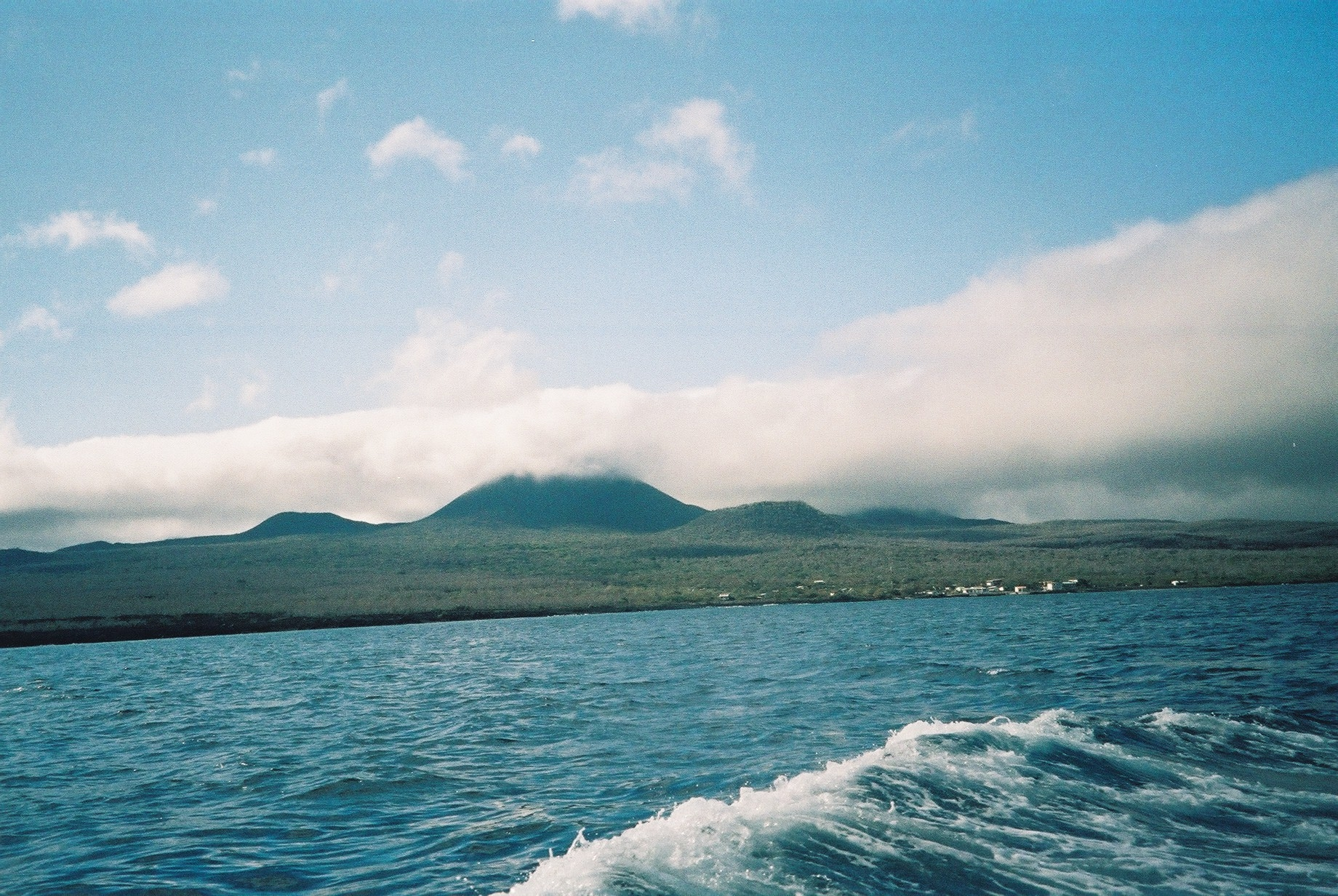
Вид на остров

Площадь острова составляет 172,53 км², максимальная высота — 640 м. Санта-Мария была первым островом, который был заселён и располагает интереснейшей историей человеческой деятельности на архипелаге. Вершина потухшего подводного вулкана.
На острове гнездятся розовые фламинго, зелёные морские черепахи и некоторые буревестники. Около острова, на вершине подводного вулкана «Корона дьявола», находятся заросли кораллов. У мыса Корморан находится большой пляж, где часто отдыхают морские львы и другие обитатели моря.

## История
В «Почтовом заливе» с XVIII века китобои содержали бочку, которая служила почтовой станцией. Корабли, проходившие мимо, забирали почту и доставляли её на материк. Эта бочка находится на службе и сегодня в качестве альтернативного почтового ящика, куда кладут письма.